# 1-es busz (Szekszárd)
A szekszárdi 1-es jelzésű autóbusz az Autóbusz-állomás és Hosszú-völgy között közlekedik. A vonal kelet-nyugati irányban szeli ketté a várost.

## Története
A város legrégebbi járata. Indulás óta a szerepe igencsak lecsökkent, utasszáma az egyik legkevesebb. Elsősorban szőlős gazdák használják előszeretettel.
Útvonala a 2022-es menetrendváltozáskor megváltozott, a Szent István tér helyett a Wesselényi utca felé közlekedett, de alig egy évvel később 2023-as újbóli változtatás alkalmával visszakerült korábbi útvonalára.

2024-es menetrend változás után útvonala ismét lekerült a Szent István térről, helyette a Holub utca - Wesselényi utca - Széchenyi utca -útvonalra került. Munkanapokon és Szabadnapokon egy járatpár a Munkácsy utca - Kilátó utca (volt Fűtőmű) megállóhelyen is megállnak ez esetben a járat menetideje 21 percre növekszik.

## Útvonala
| Autóbusz-állomás – Holub József utca - Wesselényi utca – Széchenyi utca – Szent László utca – Béla király tér – Bartina utca – Remete utca – Kápolna tér – Hosszú-völgy | Hosszú-völgy – Kápolna tér – Remete utca – Bartina utca – Béla király tér – Szent László utca – Széchenyi utca – Wesselényi utca - Holub József utca – Autóbusz-állomás |

## Megállóhelyei
| sz. | Megállóhely neve  | Menetidő (perc) | Menetidő (perc) | Átszállási kapcsolatok | Létesítmények                  |
| --- | ----------------- | --------------- | --------------- | ---------------------- | ------------------------------ |
| 0   | Autóbusz-állomás  | 0               | 16              |                        | Autóbusz-állomás, Vasútállomás |
| 1   | Holub József utca | 2               | 14              |                        |                                |
| 2   | Szövetség utca    | 3               | 13              |                        |                                |
| 3   | Wesselényi utca   | 4               | 12              |                        |                                |
| 4   | Nyomda            | 6               | 10              |                        |                                |
| 5   | Posta             | ∫               | 9               |                        |                                |
| 6   | Szent László utca | 8               | 8               |                        |                                |
| 7   | Béla király tér   | 9               | 7               |                        |                                |
| 8   | Kisbödő           | 11              | 5               |                        |                                |
| 9   | Remete u. 44.     | 12              | 4               |                        |                                |
| 10  | Remete u. 56.     | 13              | 3               |                        |                                |
| 11  | Kápolna tér       | 14              | 2               |                        |                                |
| 12  | Hosszú-völgy      | 16              | 0               |                        |                                |